# Élencourt
Élencourt är en kommun i departementet Oise i regionen Hauts-de-France i norra Frankrike. Kommunen ligger i kantonen Grandvilliers som tillhör arrondissementet Beauvais. År 2022 hade Élencourt 49 invånare.

## Befolkningsutveckling
Antalet invånare i kommunen Élencourt
| Referens: INSEE |